# Frango-d’água-elegante
O frango-d’água-elegante (Sarothrura elegans) é uma espécie de ave da família Sarothruridae.

## Distribuição geográfica
Pode ser encontrada nos seguintes países: Angola, Burundi, Camarões, República do Congo, República Democrática do Congo, Costa do Marfim, Guiné Equatorial, Etiópia, Gabão, Guiné, Quénia, Libéria, Malawi, Moçambique, Nigéria, Ruanda, Serra Leoa, Somália, África do Sul, Sudão, Suazilândia, Tanzânia, Uganda, Zâmbia e Zimbabwe.